# Grande Découverte
 (août 2017).
Si vous disposez d'ouvrages ou d'articles de référence ou si vous connaissez des sites web de qualité traitant du thème abordé ici, merci de compléter l'article en donnant les références utiles à sa vérifiabilité et en les liant à la section « Notes et références ».
La Grande Découverte est un sommet situé dans le massif montagneux de la Soufrière, sur l'île de Basse-Terre en Guadeloupe. S'élevant à 1 260 mètres d'altitude – à l'ouest du morne du Col (1 281 m) et du morne Carmichaël (1 414 m) –, il constitue un point bipartite des territoires des communes de Saint-Claude et Capesterre-Belle-Eau, au nord-ouest du massif de la Soufrière. Il fait partie du parc national de la Guadeloupe.

## Hydrographie
Sur les pentes septentrionales de ses flancs se trouve la source de la Grande Rivière de la Capesterre.

## Vol Air France 212
Le 6 mars 1968, un Boeing 707-328C, assurant le vol Air France 212 en provenance de Caracas au Venezuela, s'écrase à environ 1 000 m d'altitude sur les pentes de la Grande Découverte lors de son approche vers l'aéroport de Pointe-à-Pitre – Le Raizet tuant les 63 personnes présentes à son bord.